# Anime no Chikara
Anime no Chikara (ア ニ メ ノ チ カ ラ?  let. Il potere dell'anime) era un progetto congiunto del reparto anime di Tokyo TV e Aniplex istituito nel 2009 per la creazione di serie anime originarie, che non si basano su materiali precedentemente pubblicati come manga, visual novel o video game.  Il progetto è stato lanciato nel gennaio 2010 con l'uscita di Sora no woto.

## Serie Anime
2010
- Sora no woto
- Night Raid 1931
- Occult Academy